# Liste der Kulturgüter in Champoz
Die Liste der Kulturgüter in Champoz enthält alle Objekte in der Gemeinde Champoz im Kanton Bern, die gemäss der Haager Konvention zum Schutz von Kulturgut bei bewaffneten Konflikten, dem Bundesgesetz vom 20. Juni 2014 über den Schutz der Kulturgüter bei bewaffneten Konflikten sowie der Verordnung vom 29. Oktober 2014 über den Schutz der Kulturgüter bei bewaffneten Konflikten unter Schutz stehen.
Es sind weder A-Objekte noch B-Objekte auf dem Gemeindegebiet ausgewiesen, Objekte der Kategorie C fehlen zurzeit (Stand: 2. Februar 2024). Unter übrige Baudenkmäler sind Objekte zu finden, die im Bauinventar des Kantons Bern als «schützenswert» verzeichnet sind.

## Übrige Baudenkmäler
Hinweis: Als Objekt-Identifikator (ID) wird die Grundstücksnummer verwendet.
| ID | Foto |                 | Objekt                                                              | Typ | Standort                           | Beschreibung |
| -- | ---- | --------------- | ------------------------------------------------------------------- | --- | ---------------------------------- | ------------ |
| 21 | BW   | Datei hochladen | Schulhaus (um 1850/1860) / Ecole (vers 1850/1860)                   | G   | Les Grands Clos 19 589344 / 234005 |              |
| 24 | BW   | Datei hochladen | Unter-Jurassisches Bauernhaus (1808) / Ferme bas-jurassienne (1808) | G   | Clos Grasson 15 589383 / 233980    |              |
| 31 | BW   | Datei hochladen | Bauernhaus (1662) / Ferme (1662)                                    | G   | Les Grands Clos 9 589359 / 233884  |              |
| 33 | BW   | Datei hochladen | Bauernhaus (1794) / Ferme (1794)                                    | G   | Les Grands Clos 7 589377 / 233850  |              |

Hinweis zur Legende: Anstelle der KGS-Nummer wird als Objekt-Identifikator (ID) die Grundstücksnummer verwendet.